# Gootau
Gootau è un villaggio del Botswana situato nel distretto Centrale, sottodistretto di Serowe Palapye. Il villaggio, secondo il censimento del 2011, conta 1.401 abitanti.

## Località
Nel territorio del villaggio sono presenti le seguenti 9 località:
- Bokuding di 2 abitanti,
- Goo-Tau Vet Camp di 4 abitanti,
- Gootau Lands,
- Marumantsho di 3 abitanti,
- Mohibitswane,
- Mokaibe di 1 abitante,
- Morokolwane di 4 abitanti,
- Orukutshane di 6 abitanti,
- Peterolong di 5 abitanti